# Mitiga International Airport
Mitiga International Airport är en flygplats i Libyen.   Den ligger i distriktet Tarabulus, i den nordvästra delen av landet, 9 km öster om huvudstaden Tripoli. Mitiga International Airport ligger 8 meter över havet.
Terrängen runt Mitiga International Airport är platt. Havet är nära Mitiga International Airport norrut. Runt Mitiga International Airport är det tätbefolkat, med 636 invånare per kvadratkilometer. Närmaste större samhälle är Tripoli, 8,5 km väster om Mitiga International Airport. Trakten runt Mitiga International Airport består till största delen av jordbruksmark.